# Euphoresia muelleri
Euphoresia muelleri är en skalbaggsart som beskrevs av Max Quedenfeldt 1888. Euphoresia muelleri ingår i släktet Euphoresia och familjen Melolonthidae. Inga underarter finns listade i Catalogue of Life.